# كرايغ راماج
كرايغ راماج (بالإنجليزية: Craig Ramage)‏ هو لاعب كرة قدم بريطاني في مركز الوسط، ولد في 30 مارس 1970 في ألفاستون ‏ في المملكة المتحدة. شارك مع منتخب إنجلترا تحت 21 سنة لكرة القدم. أما مع النوادي، فقد لعب مع برادفورد سيتي وديربي كاونتي ونادي بيتربورو يونايتد ونادي واتفورد ونوتس كاونتي وويغان أتلتيك.

## وصلات خارجية
- كرايغ راماج على موقع قاعدة بيانات كرة القدم.إي يو (الإنجليزية)
- كرايغ راماج على موقع Soccerbase.com (لاعب) (الإنجليزية)